# Ligne Le Locle – Les Brenets
La ligne du Locle aux Brenets est une des lignes ferroviaires qui composent les Transports publics neuchâtelois (TransN). Ce service ferroviaire est surnommé le Régional.

## Historique

### Chronologie
- 01.09.1890 : mise en service du chemin de fer Régional des Brenets (RdB) ;
- 01.01.1947 : fusion avec la compagnie Ponts–Sagne–Chaux-de-Fonds (PSC), naissance des Chemins de fer des Montagnes neuchâteloises (CMN) ;
- 01.07.1950 : mise en service de l'électrification 1500 V continu;
- 01.01.1999 : fusion avec le Régional du Val-de-Travers (RVT) et les Transports du Val-de-Ruz (VR), naissance des Transports régionaux neuchâtelois (TRN) ;
- 01.01.2012 : fusion avec les Transports publics du littoral neuchâtelois (TN), naissance des Transports publics neuchâtelois (TransN)[2] ;
- 29.08.2015 : la ligne a fêté ses 125 ans d'existence, un événement célébré en présence des autorités cantonales et communales.
- 01.08.2017 : la ligne n'est plus exploitée en attendant une autorisation de l'OFT (Office fédéral des transports) concernant le changement des bogies des motrices existantes. Un service de substitution par autobus est mis en place[3].
- 16.04.2018 : la ligne reprend son service avec une automotrice équipée de nouveau bogies homologués par l'Office fédéral des transports fin mars 2018[4].
- 24.07.2020 : les autorités cantonales et communales, en collaboration avec l'Office ferroviaire des transports (OFT), annoncent le remplacement de la ligne par une ligne de bus électrique dès 2025[5].
- 2023 : les autorités annoncent que l'exploitation ferroviaire est prolongée au moins jusqu'en 2031[6].

### Histoire de la ligne

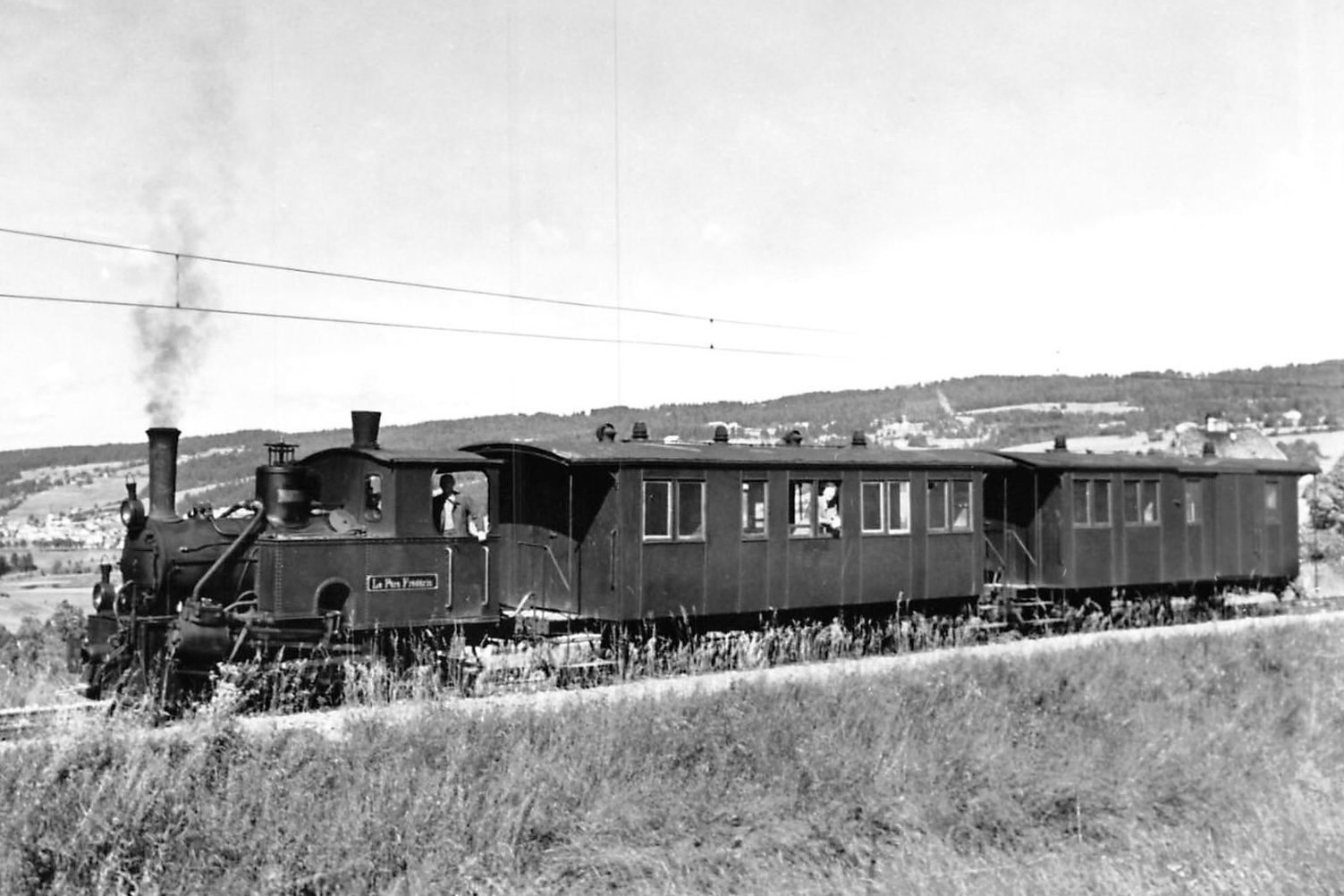
Train à vapeur en 1950.

Les premières études d'une liaison entre la Suisse et Besançon dans les années 1850 s'orientent pour une voie métrique passant par Les Brenets. En 1853, une concession, fédérale fut accordée aux chemins de fer du Jura industriel pour une liaison Besançon - Les Brenets - Le Locle - La Chaux de fonds - Les Convers - Saint-Imier - Seeland. Ce projet ne fut jamais réalisé.
Finalement, la liaison entre la Suisse et la France fut construite via le Col des Roches en voie normale en 1884. Elle ne passe donc pas par les Brenets.
La ligne actuelle fut ouverte en 1890 avec une voie métrique, ce qui en fait une ligne isolée nécessitant aux voyageurs de changer de train en gare du Locle. Afin de rendre la ligne plus attractive et de désengorger la ville du Locle par le trafic transfrontalier aux heures de pointe, une étude fut réalisée en 2014 pour une remise aux normes et une transformation en voie normale afin d'offrir une liaison Les Brenets - La Chaux de Fonds sans changement.
Le 1er août 2017, la compagnie exploitante TransN annonce que la ligne n'est plus praticable par les automotrices à la suite d'un incident survenu sur les bogies. Le constructeur thurgovien Stadler Rail est saisi afin de trouver une solution. La desserte est alors assurée par des autobus.
Le 16 avril 2018, la compagnie exploitante TransN annonce que la ligne reprend du service avec une automotrice équipée de nouveaux bogies homologués. La seconde automotrice sera équipée de nouveaux bogies dans les prochains mois.
Le 24 juillet 2020, les autorités cantonales annoncent avoir pris la décision de moderniser la desserte sur cette ligne en remplaçant le chemin de fer par une liaison routière dès 2025. La nouvelle ligne de bus électriques utilisera l'actuelle plateforme ferroviaire sur le tronçon entre le Bas des Frêtes et la gare du Locle. L'utilisation de ce tronçon en site propre permettra d'éviter de traverser la ville du Locle et le goulet d'étranglement du Col-des-Roches. Le projet introduira la cadence à la demi-heure ainsi que le respect des normes concernant les personnes à mobilité réduite et améliorera la qualité du service dans l'ensemble du village. L'investissement sera financé par le fond fédéral pour les infrastructures ferroviaires FIF
Fin 2023 néanmoins, les autorités annoncent que l'exploitation ferroviaire est maintenue au moins jusqu'en 2031.

## Matériel roulant
Automotrices
- BDe 4/4 3 et 5 (Reggiane / TIBB / SAAS), 1950
  - de la même série : BDe 4/4 1 transformée en ASt 21 en 1998
  - BDe 4/4 2 et 4 sur la ligne La Chaux-de-Fonds – Les Ponts-de-Martel

Voiture-pilote
- Bt 12 (Reggiane), 1950
  - de la même série : Bt 11 sur la ligne La Chaux-de-Fonds – Les Ponts-de-Martel

## Association "Le Régional" Les Brenets - Le Locle
L'association "Le Régional" Les Brenets - Le Locle a été fondée le 10 septembre 2013. Elle réunit des utilisateurs, des membres du Conseil Général, des membres du conseil communal des Brenets, des mécaniciens pilotes du train, des mécaniciens chargés de l'entretien du train, des retraités employés de la ligne, un journaliste ferroviaire, etc.
En mai 2021, le comité de l'association a déclaré contester le projet de fermeture de la ligne présenté en 2020 par les autorités cantonales. L'ARBL juge que le projet est insuffisamment argumenté et que les autorités cantonales font preuve de négligence face à leur devoir de transparence. Par ailleurs l'ARBL considère que le projet va à l'encontre de la stratégie Neuchâtel Mobilité 2030 acceptée en 2016 par 84 % des votants du canton[non neutre].

## Galerie
- Parcours sur la ligne depuis Les Brenets jusqu'à la gare du Locle.